# Georgi Bratoew
Georgi Saszkow Bratoew (bułg. Георги Сашков Братоев) (ur. 21 października 1987 w Sofii) – bułgarski siatkarz, reprezentant kraju, grający na pozycji rozgrywającego. 
Jego brat bliźniak Walentin również jest siatkarzem i reprezentantem Bułgarii.
Po zakończonym meczu z reprezentacją Francji w 1/8 finału Mistrzostw Europy 2023 postanowił zakończyć reprezentacyjną karierę.

## Sukcesy klubowe
Mistrzostwo Bułgarii:
- 2005, 2006, 2009, 2017, 2018, 2019
- 2007, 2010, 2020, 2021
- 2013

Puchar Bułgarii:
- 2006, 2012, 2018, 2020, 2021, 2024[3]

Liga Mistrzów:
- 2016

Superpuchar Bułgarii:
- 2017, 2018, 2019, 2020

## Sukcesy reprezentacyjne
Mistrzostwa Europy:
- 2009

Memoriał Huberta Jerzego Wagnera:
- 2014

Igrzyska Europejskie:
- 2015

## Nagrody indywidualne
- 2012 - Najlepszy rozgrywający Ligi Światowej
- 2012 - Najlepszy rozgrywający Igrzysk Olimpijskich